# Maison Chapp
La maison Chapp est un immeuble situé au no 42, cours Nolivos à Basse-Terre dans le département de la Guadeloupe en France. Construite à la fin du XVIIIe siècle, elle constitue l'un des plus anciens bâtiments de la ville et de l'île, et a été inscrite aux monuments historiques en 1987.

## Historique
Le 2 février 1987, la maison Chapp est inscrite au titre des monuments historiques. Après la mort de sa propriétaire, mademoiselle Chapp (famille Oraison), l'immeuble est laissé à l'abandon durant de nombreuses années entrainant une importante dégradation des éléments architecturaux inscrits. En raison de cette détérioration, la Direction des affaires culturelles de Guadeloupe (DACG) a fait réaliser en urgence fin 2008 des travaux de confortement et de sécurisation de l'édifice. À l'été 2013, il a fait l'objet d'une enquête publique afin que la DACG en fasse l'acquisition, la rénove et y installe son siège social.